# Старинки (Дзержинский район)
Стари́нки (бел. Стары́нкі) — деревня в составе Боровского сельсовета в Дзержинском районе Минской области Беларуси, бывший административный центр Старинковского сельсовета (до 2009 года). Деревня находятся в 10 километрах к северо-западу от Дзержинска и в 42 километрах к юго-западу от центра Минска. У деревни начинается небольшая река Самотечь, бассейн Усы (Уссы). В деревне на реке небольшая запрудь.

## История
Известна с XV века в Минском повете, с XVI века — в Минском воеводстве Великого княжества Литовского. В письменных источниках Старинки известны с 1483 года, когда король польский и Великий князь Литовский Казимир IV даровал Старинки в вотчину князя Василия Михайловича Верейского. Имелся двор, пруды для рыбы, мельницы, две корчмы. 10 марта 1552 года упоминаются в купчей Николая Юрьевича Радзивилла, воеводы Троцкого, державцы Лидского, Висилишского и Белицкого, на дворец в имении Старинки у «бояр господарских» Станислава и Михала Таргойнев Андреевичей Жидовичей. Купчая была оформлена в Койданове. В инвентаре 1588 года упоминается двор Старинки с хозяйственными постройками, мельницей, 3 прудами, вишнёвым садом, двор находился в собственности Радзивиллов. В 1595 году поместье Старинки являлся центром одноимённой волости. 
После второго раздела Речи Посполитой (1793 год) в составе Российской империи. В 1800 году деревня находилась в Минском уезде, насчитывался 51 двор, проживали 182 жителей, располагался хозяйственный дом, принадлежала князю Доминику Радивилу. Позже деревня и имение перешли к помещикам Ленским. В 1858 году в Старинках насчитывались 174 ревизские души. Во 2-й половине XIX — начале XX века в Великосельской волости Минского уезда Минской губернии. В XIX столетии в Старинках на средства местного землевладельца Александра Ленского стал строиться католический храм, который был освящён в 1836 году как униатская церковь. В 1839 году храм передан православной церкви. В 1868 году была открыта школа (одноклассное народное училище), в которой в 1892 обучались 28 мальчиков и 7 девочек. В 1886 году в Старинках насчитывалось 48 дворов, проживали 480 жителей, в деревне действовала церковь, винокурня, водяная мельница. В 1897 году, по данным первой всероссийской переписи населения, в Старинках насчитывается 88 дворов, проживает 441 житель, в имении— 72 жителя, работали хлебозапасный магазин и трактир. В 1917 года в селе было 105 дворов, 597 жителей, в поместье — 55 жителей. 
С 9 марта 1918 года в составе провозглашённой Белорусской Народной Республики, однако фактически находилась под контролем германской военной администрации. С 1 января 1919 года в составе Советской Социалистической Республики Белоруссия, а с 27 февраля того же года в составе Литовско-Белорусской ССР, летом 1919 года деревня была занята польскими войсками, после подписания рижского мира — в составе Белорусской ССР. С 20 августа 1924 года — административный центр Старинковского сельсовета Койдановского района (с 29 июня 1932 года — Дзержинского) Минского округа, с 20 февраля 1938 года — в составе Минской области, с 31 июля 1937 года по 4 февраля 1939 года в составе Минского района. В 1926 году, по данным первой всесоюзной переписи в деревне насчитывается 117 дворов, 572 жителей, в одноимённом поселке — 19 дворов, 91 житель, действовала начальная школа, пункт по ликвидации неграмотности. В 1930-е годы был организован колхоз «Красная Звезда», который обслуживался Койдановской МТС, действовала колхозная кузница. 

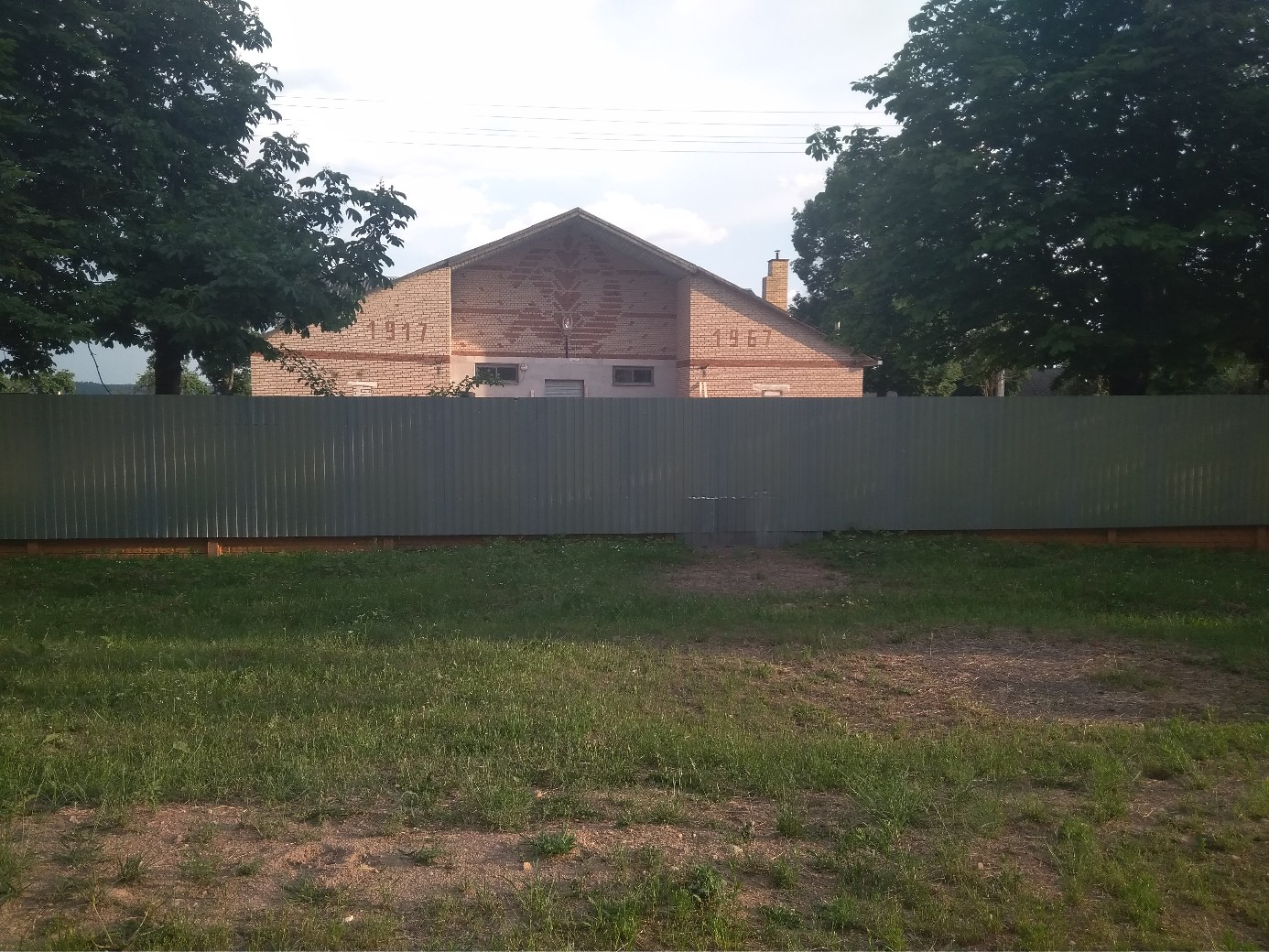
Здание упразднённого сельского совета депутатов, построенное к 50-летней годовщине Октябрьской революции

В Великую Отечественную войну с 28 июля 1941 года до 6 июля 1944 года деревня была оккупирована немецко-фашистскими захватчиками, на фронте погибли 23 жителя деревни. В декабре 1942 года оккупанты расстреляли 10 мирных сельчан, а также была разрушена Петропавловская церковь. В 1960 года в деревнях Старинки — 60 жителей, Старинки — 112 жителей, Старинки — 42 жители. Входила в колхоз «Красная Звезда» (центр — д. Большие Новоселки). В 1991 году — насчитывается 95 дворов, проживают 181 житель. По состоянию на 2009 год, деревня в составе ОАО «Дзержинский райаграсервис», действовали средняя школа, Дом культуры, библиотека, почтовое отделение, фельдшерско-акушерский пункт, комплексный приёмный пункт бытового обслуживания населения, продуктовый магазин, ветеринарный ветучасток, кооператив «Парус». Однако, после того как Старинковский сельсовет был 30 октября 2009 года упразднён и передан в Боровской сельсовет, практически вся инфраструктура исчезла из деревни.

## Улицы
По состоянию на октябрь 2019 года в Старинках насчитывается 8 улиц:
- Шоссейная улица (бел. Шасэйная вуліца);
- Центральная улица (бел. Цэнтральная вуліца);
- Озёрная улица (бел. Азёрная вуліца);
- Новая улица (бел. Новая вуліца);
- Лесная улица (бел. Лясная вуліца);
- Садовая улица (бел. Садовая вуліца);
- Берёзовая улица (бел. Бярозавая вуліца);
- Сосновая улица (бел. Сасновая вуліца).

## Население
| Численность населения (по годам) | Численность населения (по годам) | Численность населения (по годам) | Численность населения (по годам) | Численность населения (по годам) | Численность населения (по годам) | Численность населения (по годам) | Численность населения (по годам) | Численность населения (по годам) |
| 1800                             | 1886                             | 1897                             | 1909                             | 1917                             | 1926                             | 1960                             | 1991                             | 1998                             |
| -------------------------------- | -------------------------------- | -------------------------------- | -------------------------------- | -------------------------------- | -------------------------------- | -------------------------------- | -------------------------------- | -------------------------------- |
| 182                              | ↗480                             | ↗513                             | ↗545                             | ↗652                             | ↗663                             | ↘214                             | ↘181                             | ↗201                             |
| 1999                             | 2004                             | 2010                             | 2017                             | 2018                             | 2020                             | 2022                             |                                  |                                  |
| ↘192                             | ↘189                             | ↘163                             | ↘124                             | ↘121                             | ↘118                             | ↘113                             |                                  |                                  |

## Достопримечательности
- Руины церкви св. Петра и Павла (1836 год)
- Братская могила советских воинов и партизан (8 чел). Обелиск поставлен в 1957 г.;
- Памятник землякам (28 чел). Установлен в 1966 г.
- Могила Михаила Романюка.